# Brnica (Hrastnik)
Brnica (Duits: Wernitz in der Steiermark) is een plaats in Slovenië en maakt deel uit van de gemeente Hrastnik in de NUTS-3-regio Zasavska. De plaats telde 224 inwoners op 1 januari 2020.